# Zjalti Brjag
Zjalti Brjag (Bulgaars: Жълти бряг) is een dorp in de Bulgaarse gemeente Stambolovo, oblast Chaskovo. Het dorp ligt hemelsbreed 15 km ten zuiden van Chaskovo en 213 km ten zuidoosten van Sofia. 

## Bevolking
Op 31 december 2020 telde het dorp Zjalti Brjag 236 inwoners. Het aantal inwoners vertoont al jaren lang een dalende trend: in 1934 woonden er nog 1.125 personen in het dorp.
| Bevolkingsontwikkeling tussen 1934 en 2020          |
| --------------------------------------------------- |
|                                                     |
| Bron: Nationaal Statistisch Instituut van Bulgarije |

In het dorp wonen etnische Bulgaren en etnische Turken. In de optionele volkstelling van 2011 identificeerden 316 van de 625 ondervraagden zichzelf als etnische Bulgaren, oftewel 51% van de bevolking. Verder identificeerden 297 ondervraagden zichzelf als etnische Turken (oftewel 48%). Bovendien werden er 7 etnische Roma geregistreerd (1%).
| Etnische samenstelling van de respondenten (2011) | Etnische samenstelling van de respondenten (2011) | Etnische samenstelling van de respondenten (2011) | Etnische samenstelling van de respondenten (2011) | Etnische samenstelling van de respondenten (2011) |
| ------------------------------------------------- | ------------------------------------------------- | ------------------------------------------------- | ------------------------------------------------- | ------------------------------------------------- |
|                                                   |                                                   |                                                   |                                                   |                                                   |
| Bulgaren                                          | Bulgaren                                          |                                                   | 50,6%                                             | 50,6%                                             |
| Turken                                            | Turken                                            |                                                   | 47,5%                                             | 47,5%                                             |
| Roma                                              | Roma                                              |                                                   | 1,1%                                              | 1,1%                                              |
| Anders/Onbekend                                   | Anders/Onbekend                                   |                                                   | 0,8%                                              | 0,8%                                              |